# Antheua consanguinea
Antheua consanguinea is een vlinder uit de familie tandvlinders (Notodontidae). De wetenschappelijke naam van deze soort is voor het eerst geldig gepubliceerd in 1903 door Distant.
De soort komt voor in tropisch Afrika.